# Europe néolithique

L'Europe vers 4 500 av. J.-C.

L'Europe vers 3 500 av. J.-C.

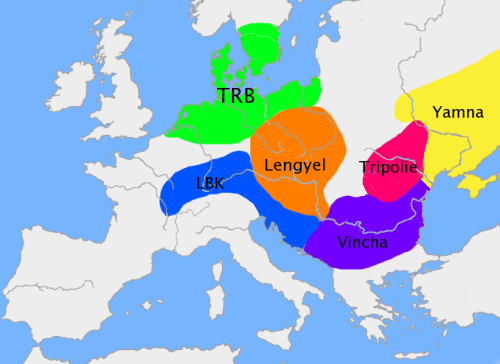
Carte simplifiée des plus grandes cultures de l’« Europe ancienne » de la fin du. En vert la culture des vases à entonnoir (TRB). En bleu, la culture rubanée, à céramique linéaire (LBK). En orange, la culture de Lengyel, en violet, la culture de Vinča, en rouge, culture de Cucuteni-Trypillia et en jaune, la partie occidentale de la culture Yamna.

L’Europe néolithique correspond à la période néolithique en Europe. Durant cette période, l’agriculture et l’élevage se sont diffusés au fil des migrations et se sont répandus dans les différentes régions d'Europe, mais à des rythmes variables, car encore à l’Âge du bronze on trouve des communautés vivant exclusivement de chasse et de cueillette en Europe du Nord.
L'Europe néolithique est une mosaïque de cultures, le plus souvent définies, pour l'essentiel, sur la base des formes et des décors de la céramique. Ces cultures sont d'une ampleur géographique et chronologique très variable. En outre, le Néolithique européen recouvre des modes de vie et une organisation sociale très variés selon les périodes et les régions. Certaines cultures sont marquées par le développement de très vastes villages d'agriculteurs, d'autres correspondent à des communautés vivant pour l’essentiel du pastoralisme. En Europe du Nord et du Nord-Est, les populations conservent longtemps un mode de vie mésolithique, alors que l'agriculture est déjà bien installée dans le reste de l'Europe.
Le développement en Europe de la métallurgie du cuivre est si progressif et les changements dans les modes de vie et l’organisation sociale sont si peu marqués que les expressions « âge du cuivre » ou « Chalcolithique » tendent chez les préhistoriens à être remplacées par les expressions « Néolithique récent » ou « Néolithique final ». Le Néolithique s'achève donc avec la diffusion de la métallurgie du bronze, qui permet de définir l’Âge du bronze, mais ce processus, commencé en Grèce et dans les Balkans au début du IIIe millénaire av. J.-C., s'est déroulé sur près d'un millénaire avant d'atteindre la côte atlantique.

## Historique des études
L'origine proche-orientale du Néolithique européen a été avancée dès 1925 par l’archéologue australien Vere Gordon Childe, dans son ouvrage majeur L’Aube de la civilisation européenne. Pour ce chercheur, la diffusion de l’élevage, de l’agriculture et des autres techniques liées au mode de vie néolithique en Europe était liée à la migration à travers l’Anatolie de populations proche-orientales. Cette hypothèse, qui fut largement admise, fut appuyée par des découvertes successives. Le développement de la technique de datation par mesure du carbone 14, à partir des années 1960, a permis de l’enrichir et de la préciser. Dans un article de 1971 d’Ammerman et Cavalli-Sforza étaient synthétisées les datations des plus anciens sites néolithiques de toute l’Europe, et jusqu’au Proche-Orient. Les auteurs démontraient la diffusion progressive du Néolithique à partir du Proche-Orient jusqu’au Nord-Ouest de l’Europe. Selon leur calcul, ce processus se serait déroulé à des rythmes différents selon les régions.

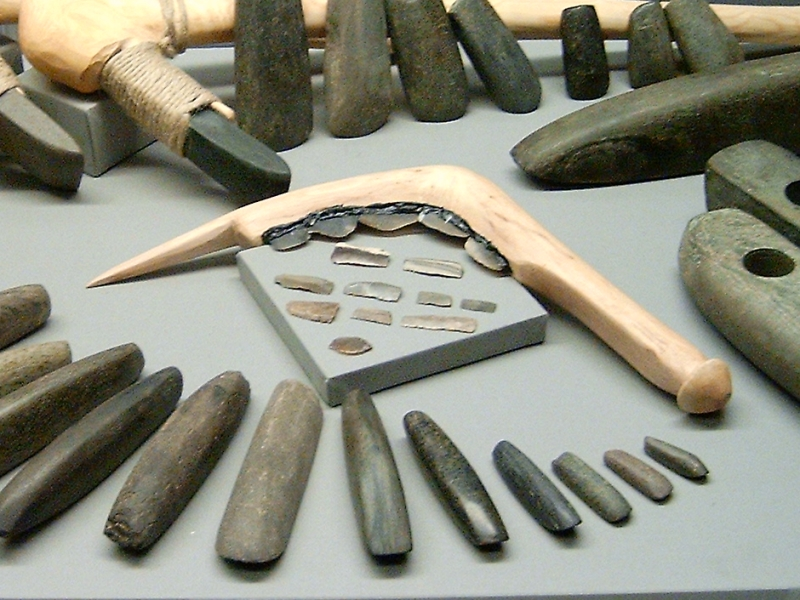
Différents outils dont, au milieu, un couteau pour moissonner vers -5000, (musée historique du Palatinat, Spire)

À partir des années 1970, de nombreux chercheurs remirent en cause l’idée d’une migration massive de population du Sud-Ouest de l’Asie pour expliquer l’adoption du Néolithique en Europe, et suggérèrent plutôt des passages locaux à l’agriculture et à l’élevage indépendants les uns des autres, dans plusieurs régions européennes. Leur argumentation se basait sur la critique des datations de l’article d’Ammerman et Cavalli-Sforza, qui n'étaient pas calibrées, et qui donc « rajeunissaient » artificiellement de plusieurs siècles les sites datés. Après calibration des dates carbone 14, plusieurs sites apparaissaient comme aussi anciens voire plus anciens que les sites proche-orientaux desquels ils étaient censés être les descendants. D’autres arguments furent avancés ; les chercheurs notaient de profondes différences entre les productions matérielles des groupes du Néolithique de l’Ouest de l’Europe et ceux du Proche-Orient. Ils relevaient également que dans de nombreuses régions européennes, les espèces animales et végétales domestiquées avaient des ancêtres sauvages ; une domestication locale était donc possible. Il existait également des régions dans lesquelles le passage du mode de vie mésolithique au mode de vie néolithique semblait progressif ; il y avait par exemple des communautés qui faisaient usage de la poterie mais qui vivaient encore exclusivement de chasse et de cueillette.
Toutefois l’hypothèse du développement indépendant du Néolithique dans différentes régions d’Europe a rencontré le scepticisme de la majorité des chercheurs. Tout d'abord, le nomadisme était initialement de règle dans la population humaine, et la diffusion d’outils en obsidienne montre des échanges sur de longues distances : les communautés ne vivaient pas isolées. De plus, la multiplication des datations carbone 14 sur des sites des différentes régions et les nombreuses recherches sur les plus anciens sites néolithiques du Proche-Orient démontraient clairement la plus grande ancienneté de ces derniers par rapport aux sites européens. D’autre part, la présence supposée d’espèces végétales pouvant correspondre aux espèces domestiquées en Europe a été en partie remise en cause, ce que confirment les analyses génétiques qui montrent que les espèces animales et végétales domestiques des plus anciens sites néolithiques d’Europe sont originaires du Proche-Orient. Tout au plus peut-on parler d’hybridation partielle entre des espèces domestiquées ailleurs et les espèces sauvages européennes, par exemple entre les aurochs et les bovins. Enfin, hormis dans quelques régions, le passage au Néolithique n’est pas progressif mais soudain, ce qui n’est pas cohérent avec un développement local, car le processus de domestication des plantes et des animaux est nécessairement long.
Les modalités selon lesquelles le Néolithique s’est étendu à l’Europe ont fait l’objet de nombreux travaux. En 2001, Marek Zvelebil proposait différentes modalités hypothétiques pour ce processus :
- Folk migration (migration communautaire) : c’est l’ensemble d’une population déjà néolithisée qui se déplace dans une autre région.
- Demic diffusion (migration progressive) : colonisation progressive d’une région par épisodes successifs par des petits groupes ou quelques familles.
- Elite dominance (migration d'’une élite) : pénétration dans une région donnée d’une élite sociale qui s’impose à la population locale.
- Infiltration : pénétration graduelle dans une région de petits groupes généralement spécialisés qui remplissent une niche sociale ou économique spécifique.
- Leapfrog colonisation (migration sporadique) : ou colonisation par « sauts de grenouille », colonisation sélective d’une zone par des petits groupes qui forment une enclave parmi la population locale.
- Frontier mobility (mélange frontalier) : mouvements de population de faible ampleur entre les chasseurs-cueilleurs et les agriculteurs (mariages, alliances, etc.) au niveau de la zone de contact.
- Contact : le commerce, les échanges, les réseaux régionaux ou extra-régionaux permettent la diffusion dans des groupes mésolithiques des innovations comme les pratiques agricoles.

## La diffusion du Néolithique en Europe

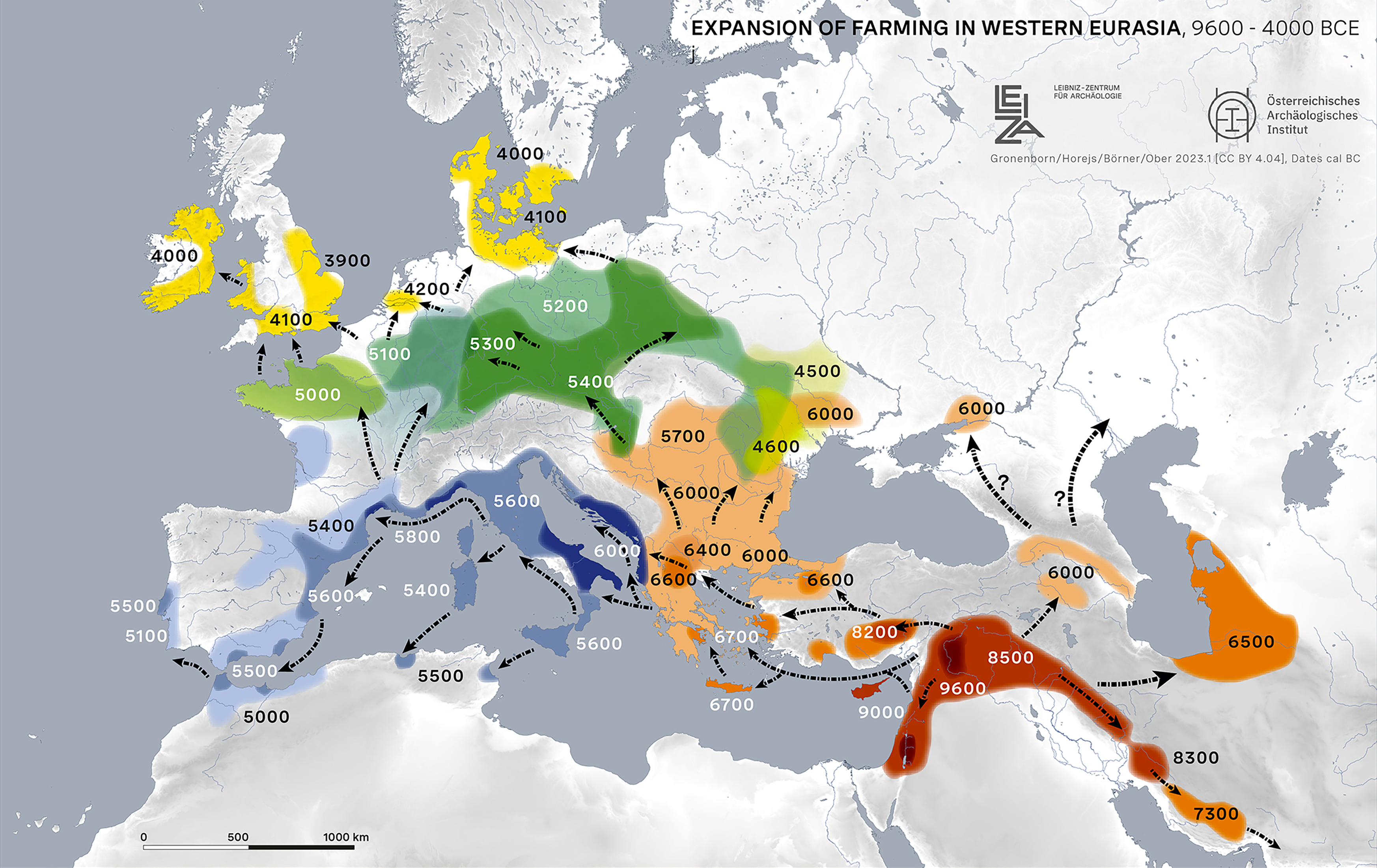
La progression de l'agriculture en Europe de 9 600 à 3 800 av. J.-C.

L'agriculture et l'élevage ont été apportés en Europe par des populations venues d'Anatolie, qui se sont établies en Grèce et dans les Balkans à partir d'environ 6400 av. J.-C., avant de s'étendre progressivement vers l'Ouest. La plupart des agriculteurs présents en Europe continentale semblent être issus de populations habitant le bassin égéen et la région orientale de Marmara. Ces populations sont elles-mêmes clairement apparentés aux agriculteurs d'Anatolie centrale. Ces premiers agriculteurs d'Anatolie et d'Europe avaient émergé d'un mélange multiphase d'une population d'Asie du Sud-Ouest avec une population de chasseurs-cueilleurs occidentaux ayant connu un fort goulot d'étranglement après le dernier maximum glaciaire. De plus, ces ancêtres des premiers agriculteurs d'Europe et d'Anatolie avaient traversé une période de dérive génétique extrême lors de leur expansion vers l'ouest entre 10900 av. J.-C. et 7100 av. J.-C., contribuant fortement à leur spécificité génétique. Une étude publiée en 2022 estime que la taille effective de leur population a été réduite à environ 620 individus au cours de cette période de dérive relativement longue, ce qui les a amenés à diverger génétiquement non seulement de leur population ancestrale mais aussi des autres groupes de premiers fermiers du Proche-Orient.
Le modèle développé par Jean Guilaine en 2001, qui se base sur les très nombreuses datations carbone 14, suggère un développement arythmique du Néolithique. Il y aurait eu des vagues relativement rapides de progression du Néolithique suivies dans certaines régions par des arrêts de parfois plusieurs siècles avant de nouvelles phases de progression. Ces phases d'arrêt s'expliquent selon ce chercheur par une nécessaire adaptation des espèces animales et végétales à des environnements différents, avant de pourvoir s'étendre à de nouvelles régions, par exemple entre le climat et la végétation méditerranéennes et celles de l'Europe continentale.

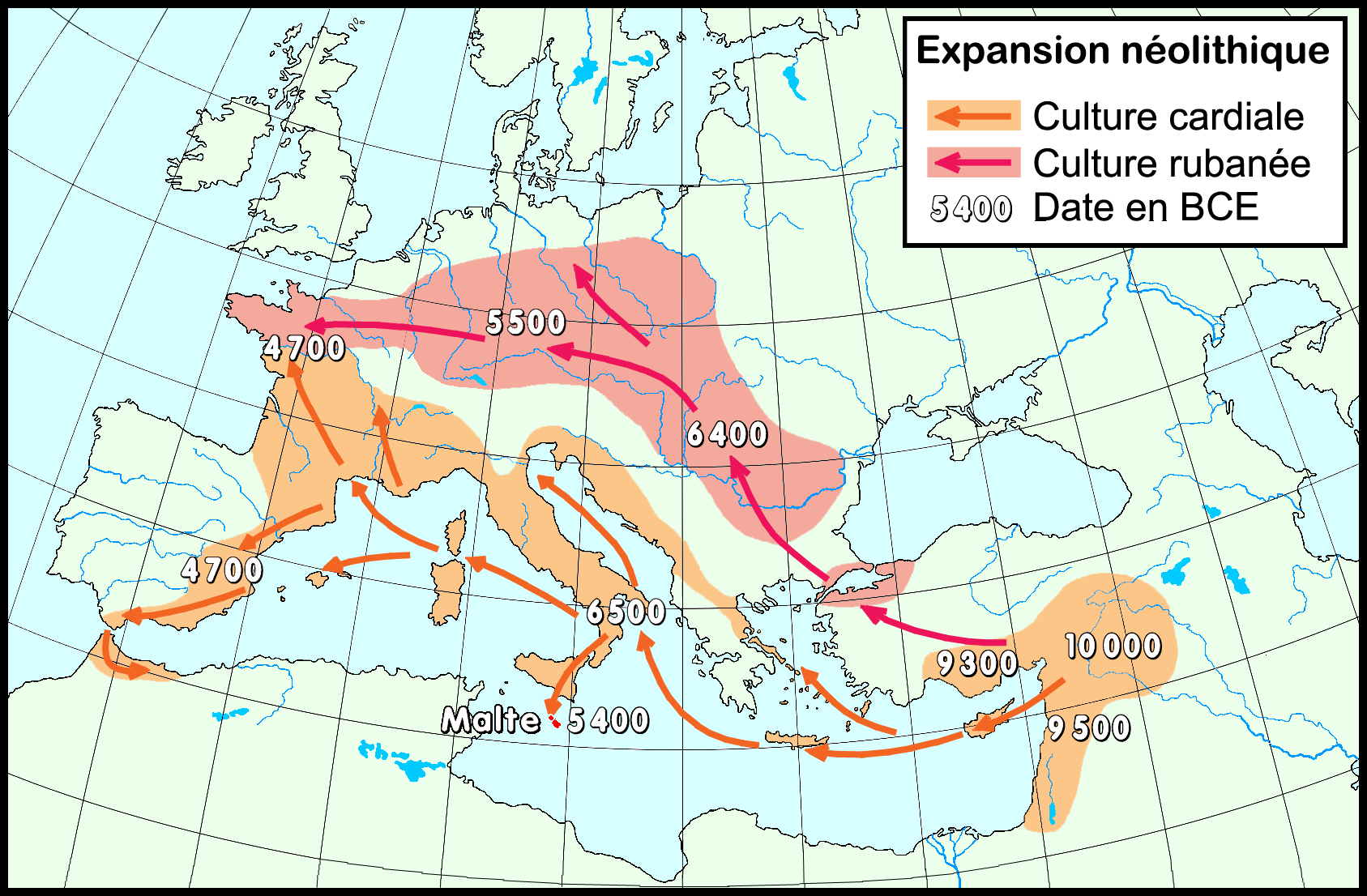
Expansion néolithique de la culture de la céramique cardiale et de la culture rubanée en Europe d'après l'archéologie

Malgré la complexité extrême des modalités de diffusion du Néolithique à l'échelle de l’Europe, deux courants majeurs se distinguent. Le premier concerne la majeure partie des régions méditerranéennes : c’est le courant de la céramique cardiale (dit aussi courant de la céramique imprimée ou méditerranéen). Le second, qui concerne l’Europe continentale, est le courant de la céramique rubanée (dit aussi courant LBK ou danubien ou continental).
Les deux courants sont issus d'une seule et même source commune ayant connu un mélange mineur avec les chasseurs-cueilleurs rencontrés sur le chemin, probablement dans les Balkans, en amont de leur séparation. Ils semblent se distinguer par le fait que l'expansion agricole en Europe centrale à partir des Balkans a impliqué un nombre important de migrants et une forte communication vers l’amont lors de la diffusion du complexe de la céramique rubanée, les populations restant relativement bien connectées tout au long de la période néolithique. Par opposition, la colonisation néolithique de la Méditerranée occidentale depuis l'Est associée au complexe cardial s'est probablement produite par des placements côtiers itératifs le long du littoral maritime nord. Ce déplacement à longue distance a été nettement plus rapide que celui observé en Europe centrale, mais du fait des capacités limitées des embarcations marines utilisées dans ce cabotage, ce mode de diffusion a apparemment limité le nombre de pionniers et les échanges ultérieurs en arrière et a finalement eu pour conséquence une séparation génétique entre les populations des sites de Méditerranée occidentale et leurs populations sources de Méditerranée orientale.
Par contraste avec ces deux mouvements de populations, la transition néolithique dans la zone des pays baltes et en Russie s'est produite avec une plus faible contribution des agriculteurs d'ascendance anatolienne. Ainsi, plus on va au nord et à l'est de l'Europe, moins l'expansion démographique des agriculteurs anatoliens pèse dans la propagation du Néolithique, ce qui signifie une adoption en partie locale des techniques agricoles par échange culturel. Les chercheurs ne savent pas dire si les fermiers d'ascendance anatolienne étaient inadaptés aux nouveaux climats et environnements rencontrés dans le nord-est de l'Europe ou si les chasseurs-cueilleurs ont su résister plus efficacement dans ces régions nord-orientales. Cette continuité génétique orientale est en congruence remarquable avec les archives archéologiques montrant la persistance de groupes de chasseurs-cueilleurs-pêcheurs utilisant la poterie dans cette vaste région et l'introduction retardée de la culture et de l'élevage de plusieurs milliers d'années.
L'expansion de l'agriculture a été un phénomène relativement long. Ainsi, la poterie et l'élevage apparaissent quelque 1 500 ans plus tard dans les régions les plus septentrionales de l'Europe atlantique par rapport au sud, au Danemark seulement vers 3900 av. J.-C..
Une étude publiée en 2020 avance que des facteurs climatiques peuvent avoir entraîné un ralentissement marqué de la vague d'expansion des agriculteurs aux latitudes plus élevées. Les chercheurs observent un ralentissement selon trois axes lors du franchissement du même seuil climatique : ainsi, après un mouvement d'expansion rapide, l'arrivée de nouveaux arrivants a été ralentie sur trois routes : il y a 6 200 ans avant notre ère en Europe centrale, 5 400 ans vers la Scandinavie et 5 700 ans en direction de l'Europe du Nord. Sur la route méditerranéenne, au contraire, les agriculteurs sont arrivés sur la côte atlantique de la péninsule ibérique sans ralentissement. Les chercheurs constatent que les agriculteurs ont été ralentis par les basses températures. Dans les régions où il y avait trop peu de jours de croissance des plantes au dessus de cinq degrés Celsius ou dans celles où les températures estivales étaient trop basses. L'ADN des squelettes à travers l'Europe a révélé aux chercheurs que les paysans néolithiques se mélangeaient beaucoup plus avec les peuples chasseurs-cueilleurs locaux partout où leur progression était ralentie. Si leur production alimentaire ne fonctionnait plus de manière fiable, les paysans revenaient eux-mêmes probablement à la chasse et à la cueillette. Échangeant des marchandises avec les chasseurs-cueilleurs locaux, ils ont appris à apprécier leur connaissance des circonstances locales,.

### Le courant méditerranéen
Le courant Impressa, ou courant de la céramique imprimée, doit son nom aux décors des poteries qui consistent en impressions réalisées par différents moyens sur les vases avant leur cuisson. La céramique imprimée apparait au Proche-Orient durant la seconde moitié du VIe millénaire av. J.-C. Elle apparait ensuite dans différentes parties de la mer Égée mais demeure marginale dans les sites archéologiques. On la retrouve sur le site de Sidari, sur l'ile de Corfou, à l'Ouest de la Grèce, en 6200 av. J.-C., puis en Italie, en Dalmatie, dans le sud de la France jusqu'en Catalogne à des dates autour de 5800 av. J.-C. Dans toute la partie centrale de la Méditerranée, cette céramique apparaît dans les plus anciens sites du Néolithique. L'agriculture et l'élevage sont en effet attestés dans tous les sites en question. La diffusion du Néolithique a pu s'effectuer notamment par voie maritime.
Il semble que des groupes néolithiques plus petits que ceux présents dans le courant danubien ont été impliqués dans l'expansion néolithique méditerranéenne. Cette petite taille des populations impliquées dans ces migrations et les taux d'endogamie qui en découlent pourraient expliquer l'identification au sein de ces premières communautés fermières du plus ancien exemple de forte consanguinité en Europe occidentale. Les résultats de paléogénétique suggèrent des différences importantes entre les voies d'expansion néolithiques méditerranéennes et continentales en ce qui concerne à la fois les processus de migration et d'interaction avec les groupes de chasseurs-cueilleurs préexistants. Des proportions élevées d'ascendance chasseurs-cueilleur dans les groupes du Néolithique ancien et tardif du sud de la France soutiennent notamment des flux génétiques intergroupes durables.
La différence entre courant méditerranéen et courant danubien pourrait s'expliquer par le fait que pour le premier les groupes d'agriculteurs en expansion ont probablement dû faire face à divers défis le long du littoral, y compris ceux de la navigation (par exemple, la capacité limitée des embarcations ou la dépendance aux courants maritimes), ce qui aurait pu réduire la taille initiale de la population et augmenter les effets fondateurs. Au cours de la seconde moitié du VIe millénaire avant notre ère, la deuxième étape de la néolithisation méditerranéenne est associée à la diversification des cultures matérielles et à l'augmentation de la taille des populations.

### Le courant danubien

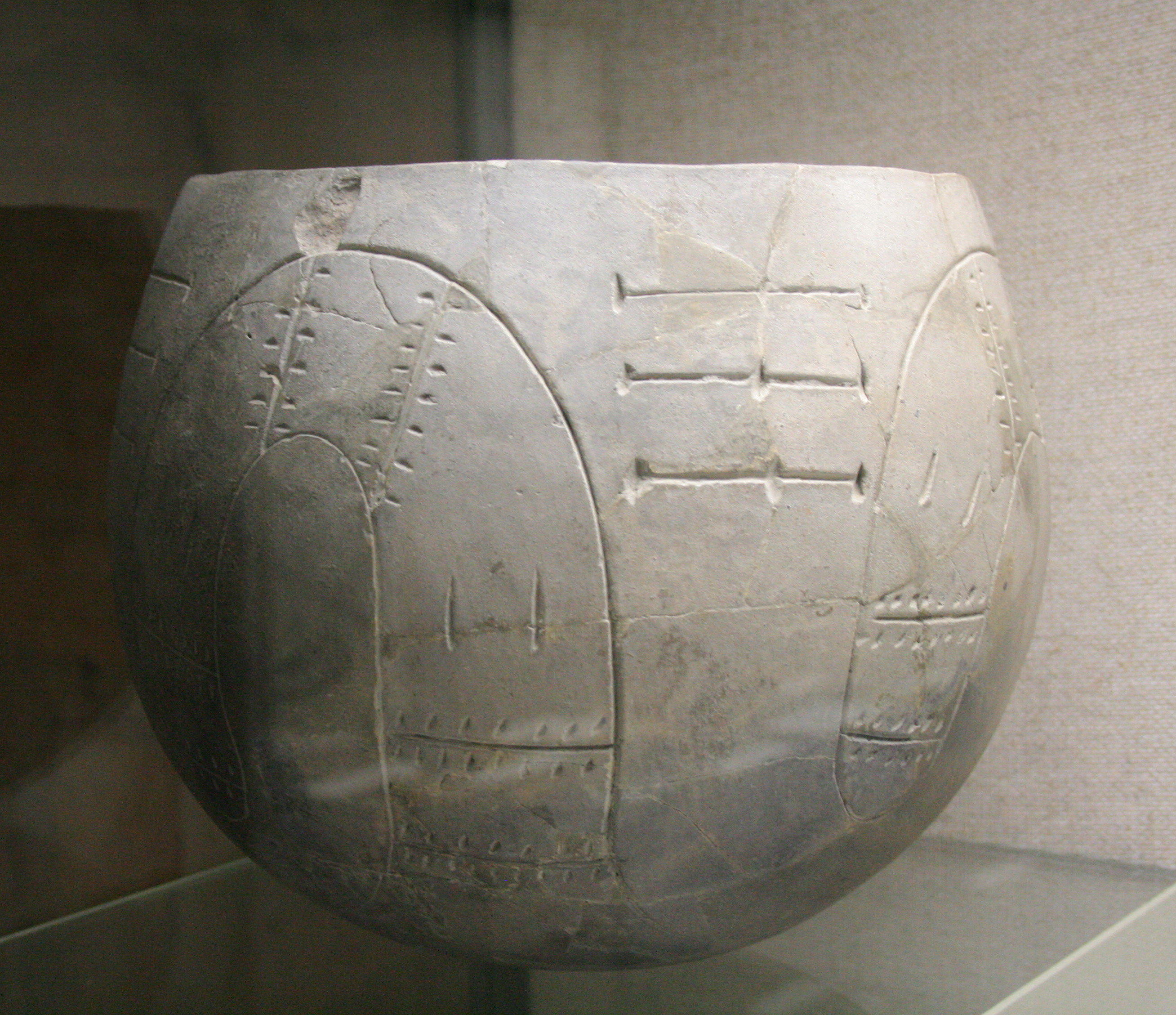
Céramique rubanée (Marbourg-Schröck, fouilles de 1983)

Le courant danubien correspond à l’extension progressive vers l’Ouest de la culture rubanée. La première désignation est liée à l’extension géographique principale de ce courant dans le bassin du Danube. La seconde correspond au décor de rubans de la céramique, d’où le mot « rubané » en français ou LinearBandKeramik abrégé en LBK en allemand (céramique à bandes linéaires). Ce courant est issu des Balkans, notamment du nord de la Serbie (site de Lepenski Vir ~ 6200 av. J.-C.) et de la Bulgarie, et du sud de la Roumanie, autour de 5800 av. J.-C. On retrouve la céramique rubanée, associée à une architecture particulière, des productions techniques distinctives, et la pratique de l’agriculture et de l’élevage jusque dans le Bassin parisien vers 5000 av. J.-C.
Les cultures archéologiques du bassin des Carpates ont fourni la base génétique des premiers agriculteurs d'Europe centrale qui ont affecté les cultures préhistoriques ultérieures pendant une longue période. Ainsi, la culture de Starčevo (-6200 à -5600) du début du néolithique a joué un rôle majeur dans la néolithisation de l'Europe du Sud-Est.
Les analyses génétiques soutiennent une diffusion démique des premiers agriculteurs et agricultrices dans l'ouest de la Hongrie et démontrent l'importance primordiale de cette région en tant que couloir préhistorique de la migration. A chaque étape de leur dispersion le long du corridor danubien, les premières communautés agricoles ont incorporé des individus des populations de chasseurs-cueilleurs.

### À l’Est de l’Europe
Les études de paléogénétique ont mis en évidence une importante distinction est/ouest dans le processus de néolithisation le long d'une frontière qui relie la mer Noire à la mer Baltique. À l'ouest de cette ligne, la transition néolithique est accompagnée par des remplacements à grande échelle des populations chasseurs-cueilleurs locales par une composante anatolienne, à l'est de cette ligne, aucun remplacement majeur de population n'est observé jusque vers 3000 av. J.-C. Cette continuité génétique est en accord avec la documentation archéologique montrant la persistance d'une céramique utilisée par des groupes de chasseurs-cueilleurs-pêcheurs et le retard de l'introduction de l'agriculture et de l'élevage dans cette région.

## Génétique du Néolithique
Depuis les années 2000, la génétique des populations permet d'apporter des réponses solides à de nombreux débats anciens.
Les données génétiques sur l’ADN autosomal ancien ont permis de montrer qu'une seule et unique population, les EEF (pour Early European Farmers), ressemblant génétiquement beaucoup aux Sardes actuels, et plus largement aux Européens du sud-ouest actuels,, mais originaires d'Anatolie (dont la population était très différente au Néolithique de ce qu'elle est aujourd'hui), ont colonisé la majeure partie de l'Europe au début du Néolithique, que ce soit par la Méditerranée ou par le bassin du Danube, presque sans mélange avec les populations de chasseurs-cueilleurs autochtones qui ont simplement été évincés (mais ces anciens chasseurs-cueilleurs qui avaient survécu en zones retranchées connaitront une petite résurgence et un mélange léger avec les EEF au Néolithique moyen et récent). Plus tard, à la fin du Néolithique, les Indo-Européens arriveront depuis les steppes pontiques et se mélangeront en Europe avec la population EEF issue du Néolithique, donnant les Européens actuels,.
La synthèse des données , a permis de mettre en évidence l'existence d'une importante discontinuité génétique entre le Mésolithique et le Néolithique en Europe, interprété comme l'effet d'importants mouvements de population lors de la néolithisation de l'Europe, en provenance d'une ancienne population du Proche-Orient. Mais aussi ces résultats ont mis en évidence une discontinuité génétique entre la population européenne du Néolithique, très spécifique, et la population européenne actuelle, suggérant qu'il y eut en Europe d'importants mouvements de population plus tardifs.

### Les résultats fondés sur l'ADN sexué, les haplogroupes

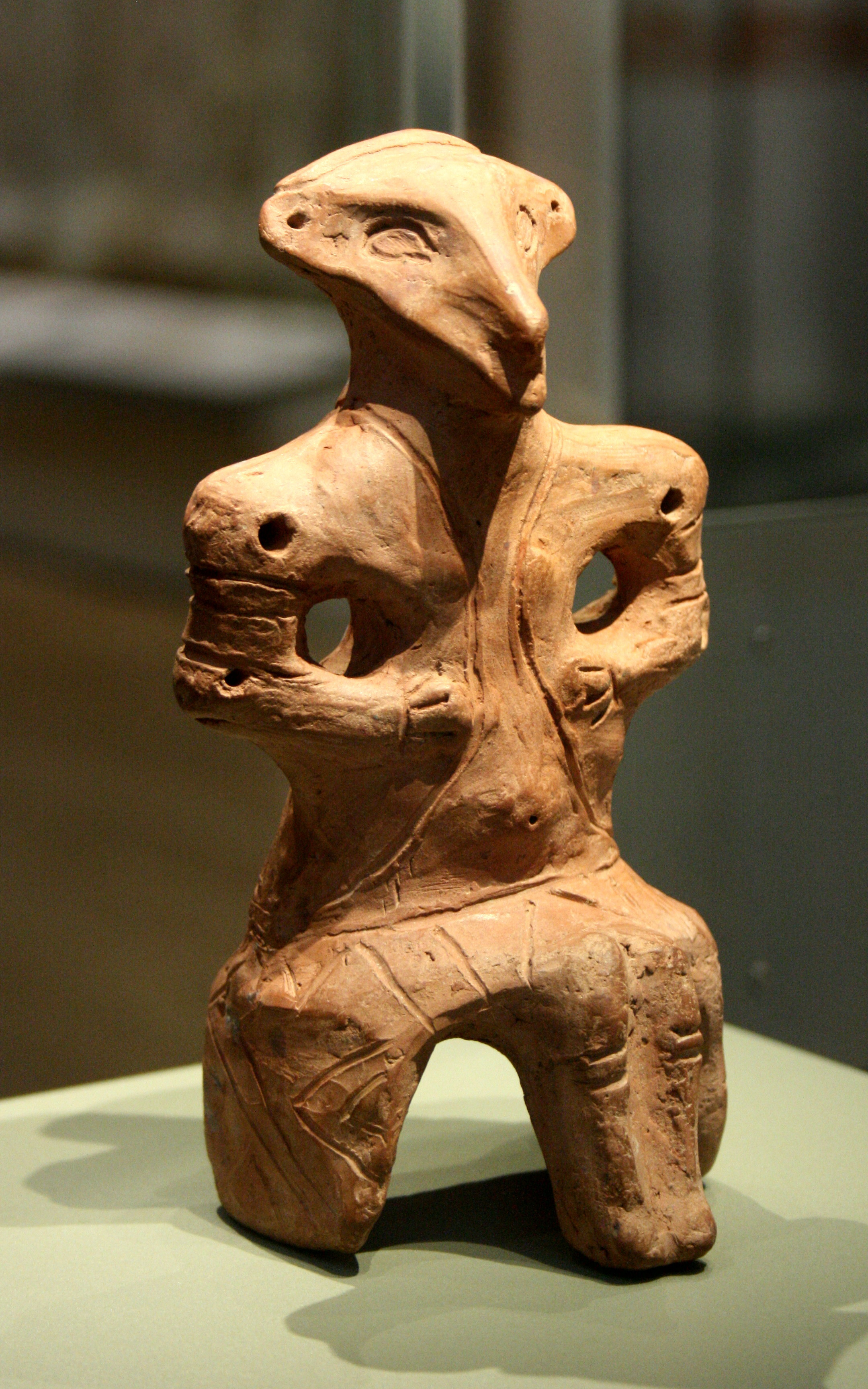
Figurine de la culture de Vinča, British Museum

L’agriculture a été inventée de manière indépendante dans une dizaine d’endroits différents dans le monde mais pas en Europe. Le savoir-faire qui arrive en Europe est originaire du Proche-Orient où le passage d’une économie de prédation à une économie de production s’est déroulé progressivement et lentement entre 12 000 et 7000 av. J.-C.. Une étude génétique, parue dans la revue PLoS Biology du 19 janvier 2010, a montré que, sur ce point, il existe une différence de genre. La lignée la plus commune des chromosomes Y trouvée dans la population européenne masculine du Néolithique provient d’une source unique en Anatolie, qui s'est répandue sur le Vieux Continent au début du Néolithique. En revanche, l’ADN mitochondrial, transmis exclusivement par les femmes, est plus diversifié et comporte une proportion significative de gènes des chasseurs-cueilleurs du Mésolithique. Ces résultats soutiennent l’hypothèse selon laquelle les agriculteurs masculins ont à leur arrivée accaparé les femmes des populations indigènes.
Les études génétiques montrent avec l'arrivée des premières communautés d'agriculteurs en Europe balkanique et centrale que la population effective des femmes était plus importante, probablement en raison des effets différenciés des pratiques sociales et culturelles, notamment un sédentarisme croissant parallèlement au passage à la monogamie et à la patrilocalité dans les premières communautés d'agriculteurs. La faible diversité paternelle au début du néolithique est assez remarquable: G2a est l'haplogroupe dominant (65,5 %) dans l'ensemble de données néolithique du VIe au IVe millénaire avant notre ère. La variation limitée des haplogroupes NRY par rapport à la diversité élevée des haplogroupes d'ADNmt suggère une population masculine inférieure à la population féminine. Une des explications plausibles de ce phénomène est la patrilocalité (où les femmes déménagent après le mariage pour le lieu de naissance de leur mari), tandis que d'autres possibilités incluent la polygynie ou une mortalité adulte biaisée pour les hommes. Une règle résidentielle patrilocale était probablement liée à un système d’ascendance le long de la ligne paternelle (patrilinéarité) dans les premières communautés agricoles.
Les données sur les haplogroupes Y des populations anciennes montrent que l'haplogroupe R1b-M269, qui représente 60 % des lignées masculines en France, n'est pas associé aux fermiers du Néolithique, mais aux Indo-Européens arrivés depuis l'Europe de l'Est avant l'Âge du bronze et qui ont remplacé une grande partie de la population néolithique masculine existante,. Ces résultats soutiennent une Préhistoire européenne ponctuée par deux migrations majeures. D'abord l’arrivée des premiers fermiers au début du Néolithique en provenance d'Anatolie, et ensuite l'arrivée des pasteurs à la fin du Néolithique en provenance des steppes.
Les populations celtiques seraient caractérisées par différents sous-groupes de l'haplogroupe R1b-M269 introduit en Europe par ces migrations indo-européennes.

### Les résultats fondés sur l'ADN autosomal
Les années 2010 connaissent une révolution des études génétiques sur l'ADN ancien, puisqu'il est désormais possible de séquencer l'ensemble du génome et de comparer des génomes sur l'ADN autosomal, beaucoup plus fiable et informatif pour comparer des populations.
C'est entre 2010 et 2012 qu'est enfin séquencé le génome d'Ötzi, l'« Homme des glaces » découvert congelé dans un glacier des Alpes, vieux de 5300 ans c'est-à-dire de la fin du Néolithique européen. Ötzi a alors révélé pour la première fois la grande parenté entre la population européenne ancienne du Néolithique et les populations actuelles du sud-ouest de l'Europe et en particulier la Sardaigne qui semble être restée un refuge actuel où l'ancienne population du Néolithique européen a perduré jusqu'à nos jours. Son haplogroupe Y G2a2b confirme également cette parenté, cet haplogroupe aujourd'hui relativement rare en Europe avait déjà été précédemment trouvé comme le plus fréquent au Néolithique européen, il est de nos jours encore fréquent en Corse et en Sardaigne.
Ensuite d'autres génomes anciens de diverses cultures archéologiques, issus de nombreuses régions d'Europe et de périodes différentes, seront peu à peu séquencés, permettant d'avoir un entraperçu de plus en plus affiné de l'histoire du peuplement de l'Europe. La principale découverte en ce qui concerne le mouvement néolithique est alors que tous les échantillons issus de fermiers européens du Néolithique ancien et moyen, que ce soit en Hongrie (culture de Starčevo), en Allemagne (culture rubanée), en Espagne (culture cardiale et dérivés) ou encore en Suède (culture des vases à entonnoir) et en Irlande, entre autres, semblent tous être très semblables génétiquement entre eux et forment une seule et même population génétique (cluster) baptisée EEF (pour Early Europeans Farmers),. Cette population est très différenciée génétiquement vis-à-vis des anciens chasseurs-cueilleurs du Mésolithique, ces derniers ont d'ailleurs persisté un moment à leurs côtés.
En 2015, grâce à l'augmentation du nombre d'échantillons disponibles permettant de plus fines comparaisons, Olalde et al. ont pu déterminer que les anciens fermiers néolithiques européens étaient en réalité une population très homogène, et que, les deux grands courants de néolithisation de l'Europe, le courant danubien (culture rubanée) et le courant méditerranéen (culture cardiale), sont en réalité le fait d'une seule et unique population colonisatrice issue d'une seule et même source commune qui a conquis la majeure partie de l'Europe avec peu de mélanges avec les chasseurs-cueilleurs rencontrés sur le chemin, même longtemps après la séparation des deux courants et ce jusqu'à l’atteinte des côtes atlantiques. On a pu ainsi déterminer que, si mélange conséquent il y avait eu avec les anciens chasseurs-cueilleurs, celui-ci aurait alors plutôt eu lieu dans les Balkans, en amont de la séparation des deux grands courants, de sorte que les deux courants sont issus du même mélange génétique.
Fin 2015, les premiers échantillons du Néolithique du Proche-Orient sont disponibles,, plus précisément d'Anatolie. Ils montrent une distance génétique très importante vis-à-vis de la population actuelle du Proche-Orient, cette dernière est donc le fruit de migrations et remplacements de population plus récents dans cette région du monde. La population ancienne du Néolithique d'Anatolie était en revanche bien plus proche des Européens actuels, elle était surtout très étroitement apparentée aux anciens fermiers européens du Néolithique (les EEF) qui étaient très semblables aux actuels Sardes.
À leur entrée en Europe ces premiers agriculteurs n'ont connu qu'un mélange limité (7 à 11 %) avec les chasseurs-cueilleurs européens avant de coloniser et peupler une grande partie de l'Europe. Une publication en 2020 révèle toutefois des variations régionales majeures lors de l'expansion néolithique. Le tableau d'ensemble qui ressort de ces études suggère peu de mélange entre les premiers agriculteurs entrants et les chasseurs cueilleurs indigènes locaux dans toutes les régions ciblées, suivi d'une augmentation de l'ascendance des chasseurs cueilleurs pendant une phase avancée du néolithique. Des objets d'ornement particuliers aux populations de chasseurs-cueilleurs observés dans les sépultures en Europe centrale et occidentale suggèrent une tradition continue de coexistence de ces différentes populations à travers le Néolithique moyen.

## Changements sociaux

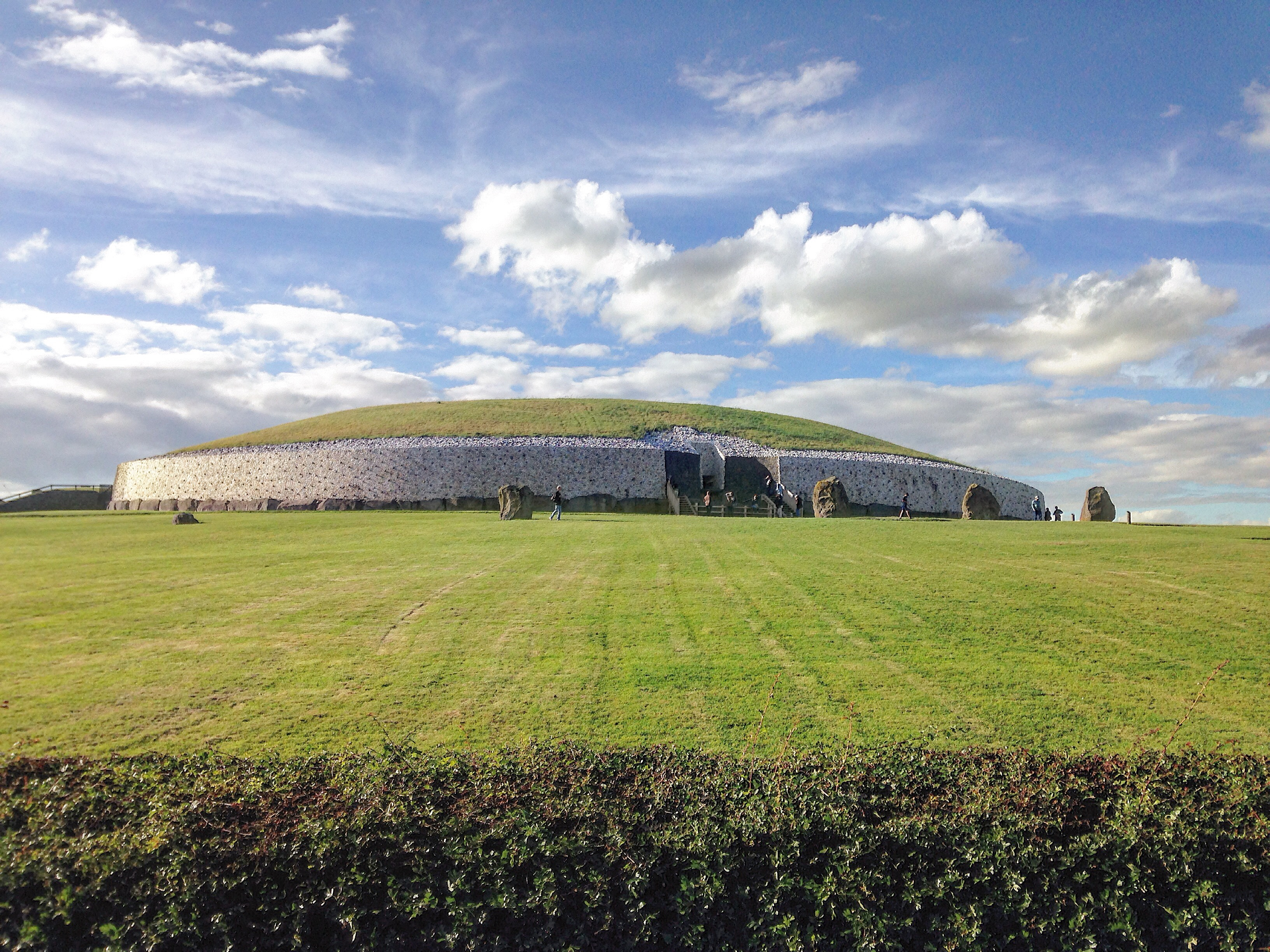
Tumulus de Newgrange, la plus grande tombe à couloir néolithique d'Irlande, vers 3200 avant notre ère.

Progressivement, toutes les communautés adoptent l’agriculture, ce qui bouleverse une organisation sociale assez horizontale jusque-là. Le passage d’une économie de prédation à une économie de production nécessite une planification du travail. Il faut stocker les récoltes, gérer les réserves, les redistribuer, en garder une partie pour l’ensemencement de l’année suivante, etc. En d’autres mots, une structure hiérarchique, forme d’administration qui accentue l’interdépendance entre les individus doit être mise en place.
La nature et la répartition du pouvoir politique en Europe au Néolithique restent mal connues. Au cours de cette période, de nombreuses sociétés ont commencé à investir massivement dans la construction de monuments, ce qui suggère une augmentation de l'organisation sociale. L'importance et la sophistication de l'architecture mégalithique le long de la côte atlantique, culminant dans les complexes de tombes à grand couloir ont légué des monuments impressionnants. Les spécialistes restent partagés sur la forme d'organisation sociale qui présidait à ces constructions. Des formes de coopération ont été mises en avant. Les dépenses humaines nécessaires à l'érection des plus grands monuments ont néanmoins conduit certains chercheurs à mettre l'accent sur des modes d'organisation hiérarchique,.
On considère aujourd’hui que l’avènement de l’agriculture est un progrès. Mais était-il perçu ainsi par tout le monde à l’époque ? On estime que les chasseurs-collecteurs travaillaient en moyenne trois à quatre heures par jour pour assurer leur subsistance. Avec le Néolithique, qui suppose le travail de la terre, le soin des bêtes ou encore la construction et l’entretien des maisons, cette durée augmente considérablement. Dès lors, sans même parler d’un éventuel attachement à un mode de vie ancestral, on peut imaginer que cette évolution n’est pas toujours perçue positivement.
Malgré des contextes funéraires variés (tombes monumentales ou simples, sépultures collectives ou individuelles) et donc des formes d'organisation sociale contrastées, les données du début à la fin du Néolithique européen convergent vers des systèmes patrilinéaires. Ces sociétés préhistoriques sont considérées comme organisées en groupes de filiation/ascendance (famille, clan ou tribu selon l'échelle), dont les enfants appartiennent au groupe de leur père biologique. L'idée, en particulier, que les sépultures collectives représentent des groupes de parenté patrilinéaire est confirmée par plusieurs études,,,. La prévalence des enterrements collectifs basés sur la parenté sera interrompue par l'arrivée des pasteurs des steppes au tournant du Néolithique et de l'âge du bronze, conduisant au développement de sociétés plus individualisées, telles que celles associées à la culture campaniforme et à la culture de la céramique cordée.

## Démographie et santé
Le néolithique est une période de transformation au cours de laquelle un mode de vie principalement sédentaire, la domestication des plantes et des animaux, et l'indépendance relative associée par rapport à la nature avec le recours à un approvisionnement alimentaire soutenu voit le jour. Une économie manufacturière avec de bons rendements, des excédents et des stocks a entraîné une augmentation de la fécondité, avec un âge plus précoce au sevrage et des intervalles entre les naissances plus courts qui ont pour conséquence une augmentation exponentielle de la population.
En général, il a été trouvé des niveaux faibles de consanguinité dans tous les premiers groupes néolithiques d'Europe centrale, ce qui suggère que ces populations de premiers fermiers (EEF) vivaient dans des groupes plus importants ou des groupes avec un réseau d'accouplement étendu, et provenaient d'une population source avec une grande taille de population effective.
Les effets négatifs de la néolithisation se manifestent toutefois par une prévalence et une transmission accrues de maladies infectieuses, métaboliques et de carence nutritionnelle, favorisées par des modes de vie sédentaires, des populations croissantes et un contact étroit avec des animaux domestiques. Une consommation de viande plus faible et une augmentation de caries dentaires indiquant une consommation de céréales ont été signalées au début du Néolithique par rapport aux périodes ultérieures. De plus, une prévalence accrue de cribra orbitalia et d'hyperostose porotique, qui indiquent soit un niveau important de maladies infectieuses, soit une alimentation de mauvaise qualité ou une combinaison des deux a été constatée sur les sites de la culture rubanée.
Les études génétiques semblent montrer que l'avènement de l'agriculture et les changements consécutifs dans l'exposition aux agents pathogènes auraient radicalement changé les gènes immunitaires chez les premiers agriculteurs. Les résultats des études de paléogénétique suggèrent que les premiers fermiers néolithiques d'Europe centrale ont connu une adaptation continue des fonctions métaboliques et immunitaires aux modes de vie néolithiques en raison de l'augmentation de la charge de morbidité dans les groupes de taille supérieure à ceux des chasseurs cueilleurs. Ils montrent également une adaptation à des latitudes plus élevées chez les individus néolithiques par rapport aux chasseurs cueilleurs, comme en témoignent les changements de fréquence allélique des variants associés à la pigmentation et à la synthèse des folates.

## Caractéristiques physiques
Une étude génétique s'est penchée sur les caractéristiques de taille des populations du néolithique à partir de leur génome. Elle montre que les chasseurs-cueilleurs européens étaient grands et qu'il y a eu une forte diminution de la taille associée à l'arrivée des premiers agriculteurs venus d'Anatolie. Durant le Néolithique, la taille des individus augmente progressivement en même temps que le pourcentage de l'ascendance chasseur-cueilleurs croît à nouveau. Cet accroissement, influencé par l'arrivée des pasteurs des steppes qui étaient également de plus grande taille, augmente encore durant l'Âge du bronze.

## Guerre
La guerre se développe au Néolithique, se traduisant par tout un éventail d'actions violentes, parfois ritualisées. Selon Linda Fibiger et al., bien que les hostilités violentes entre groupes n'aient pas été une innovation du Néolithique, « la pratique, l'ampleur et la prévalence de la violence humaine semblent avoir subi des changements dramatiques et durables au cours de cette période. » La technologie des outils d'armes du néolithique européen comprend des haches en pierre, des herminettes et des pointes de flèches, des couteaux en silex, des massues en bois et à tête de pierre, ainsi que des pioches en bois de cerf et des lance-pierres: Néanmoins, les armes de violence sans ambiguïté sont largement absentes dans toute l'Europe néolithique et les indicateurs secondaires de conflit potentiel, tels que les sites défensifs ou les enceintes, ne sont pas omniprésents. Linda Fibiger et ses co-auteures estiment que dans l'ensemble, pour la plupart des sociétés néolithiques d'Europe, une prévalence brute allant jusqu'à env. 10 % ou plus d'individus présentant des signes de traumatisme semble être assez courant. Le fait que toutes les blessures ne laissent pas de traces sur le squelette constitue une difficulté importante pour les archéologues dans leur estimation des niveaux de violence.
La territorialité croissante liée à l'agriculture et au pastoralisme, la production excédentaire variée et saisonnière et les augmentations et variations inévitables de la taille des groupes, de l'organisation et des inégalités économiques font probablement partie des facteurs contributifs à cette violence. Le nombre élevé d'enfants et de femmes parmi les morts des enterrements de masse et de multiples tombes liés au conflit démontre que l'appartenance à un groupe était une raison suffisante pour être tué. Cette pratique de substitution sociale semble être l'une des principales caractéristiques de la violence de masse au Néolithique.

## Transformations du paysage
Une étude parue en 2020 suggère que les premiers agriculteurs ont peu modifié le paysage européen. Ce ne serait qu'à l'âge du bronze, plusieurs millénaires après l'arrivée des agriculteurs, que l'activité humaine aurait entraîné des changements importants dans le paysage du continent. L'expansion des populations issues de la steppe et de la culture Yamna s'est déplacée plus rapidement et a entraîné des changements de végétation plus importants que l'expansion des agriculteurs néolithiques antérieures. L'étude montre que le déclin des forêts à feuilles larges et une augmentation des pâturages et de la végétation naturelle de prairies étaient concomitants au déclin de l'ascendance des chasseurs-cueilleurs et pouvaient être associés au mouvement rapide des peuples des steppes pendant l'âge du bronze,.

## Langues du Néolithique
Les langues diffusées en Europe au début du Néolithique par les agriculteurs venus d'Anatolie nous sont inconnues, en dehors d'hypothèses formulées de temps en temps par tel ou tel chercheur.
Les langues indo-européennes atteignirent l’Europe à la fin du Néolithique, par exemple avec la culture de la céramique cordée, la culture des champs d'urnes ou la culture campaniforme. Hans Krahe considère l’hydronymie européenne ancienne comme la plus ancienne trace de la présence des Indo-Européens en Europe.
Les théories sur les langues « pré-indo-européennes » sont fondées sur des indices très minces. Le basque est le meilleur « candidat » pour être le descendant d’une telle langue, mais comme il s'agit d'un isolat (linguistique), il n’existe encore aucun indice comparatif définitif pour bâtir une théorie. Theo Vennemann postule néanmoins une famille vasconique, dont il suppose la coexistence avec un groupe « atlantique » ou « sémitidique » (c’est-à-dire un groupe para-sémitique). Le bascologue Michel Morvan souligne le fait que les noms d'animaux basques ne sont pas indo-européens et sont donc issus du néolithique pré-indoeuropéen. Un autre candidat est la famille tyrrhénique qui aurait donné naissance à l’étrusque et au rhétique à l’Âge du fer, et peut-être aussi aux langues égéennes telles que le minoen ou le pélasgien à l’âge du bronze. La langue originelle des Ligures est très discutée.

## Déclin néolithique?
Au cours de la période, connue sous le nom de déclin néolithique, on observe que les colonies construites notamment par les populations de la culture de Cucuteni-Trypillia (environ 4800-3000 av. J.-C.) et qui pouvaient accueillir entre 10 000 et 20 000 personnes ne sont plus construites pour des raisons qui ne sont pas encore entièrement comprises.
Les cultures néolithiques de toute l'Europe ont traversé une période de déclin démographique. Les raisons en sont débattues. Les explications les plus acceptées de l'effondrement des méga-colonies sont la surexploitation de l'environnement, avec une diminution voire l'extinction des forêts et l'expansion de l'environnement steppique et / ou une confrontation avec les populations fourragères des steppes. L'émergence de maladies infectieuses est un troisième facteur susceptible de contribuer au déclin. Le contact étroit entre les humains et les animaux et l'accumulation de nourriture ont probablement conduit à des conditions sanitaires plus mauvaises et à un risque accru d'émergence et de transmission d'agents pathogènes dans les établissements humains du néolithique. La présence de maladies infectieuses pourrait constituer une explication appropriée des incendies massifs de maisons et des abandons rapides observés dans les méga-sites.
Une étude publiée en 2021 précise néanmoins que les données analysées par ces chercheurs ne supportent pas le scénario d'une pandémie de peste pulmonaire préhistorique, comme suggéré précédemment pour le déclin néolithique. La distribution géographique et temporelle des quelques cas préhistoriques de Yersinia pestis signalés jusqu'à présent serait plus en accord avec des événements zoonotiques uniques.

## Principales cultures néolithiques européennes

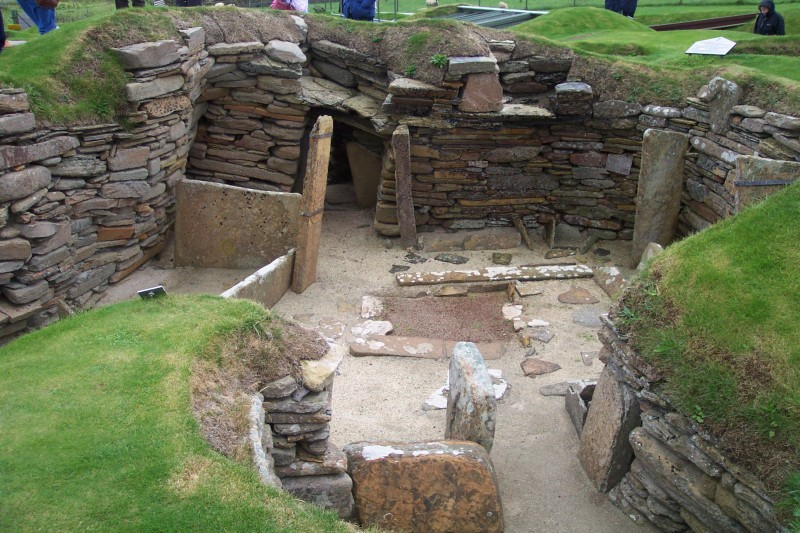
Habitations mises au jour à Skara Brae (Orcades, Écosse), le village néolithique le plus complet d'Europe.

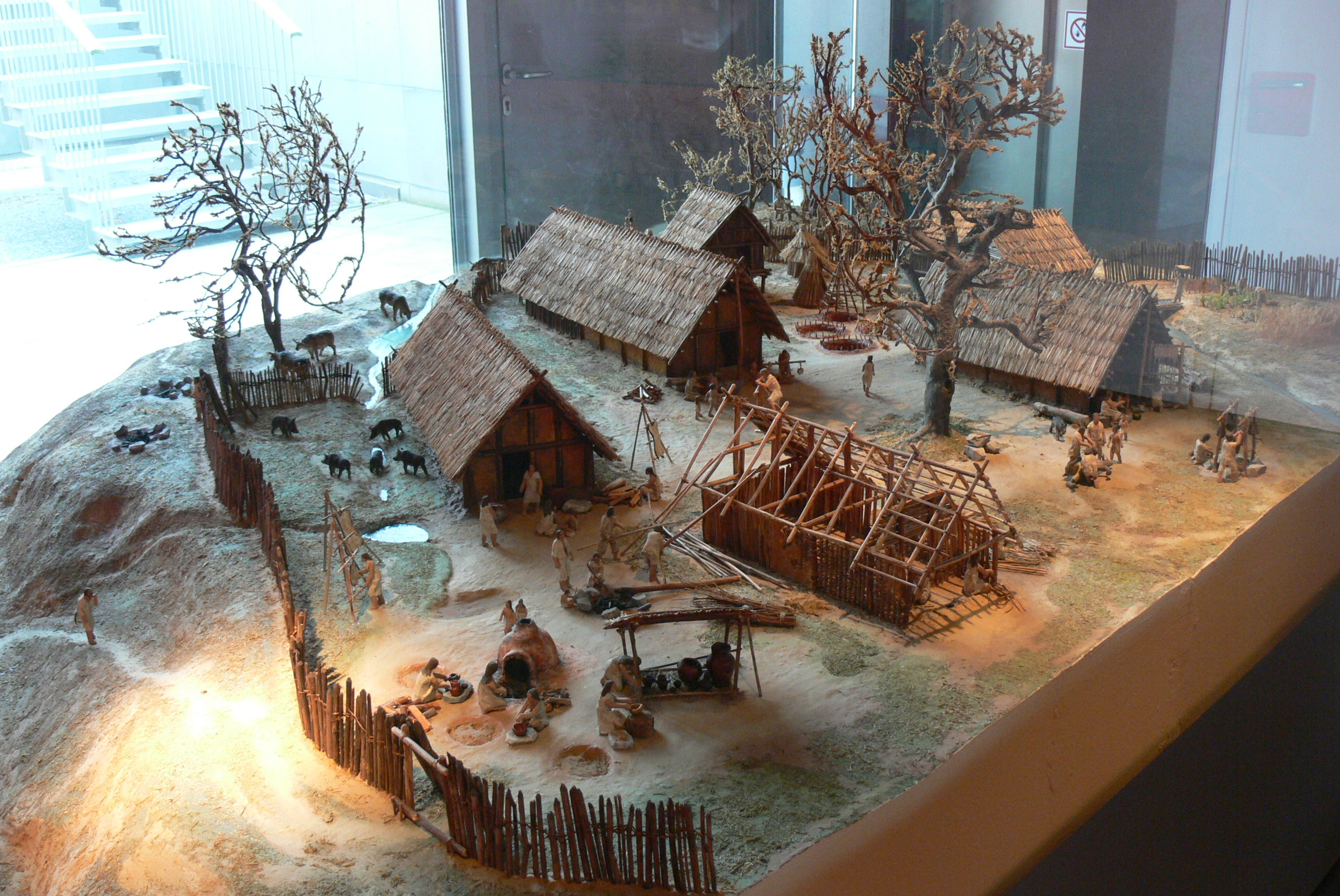
Reconstitution d'un village néolithique.

Ne sont mentionnées ici que les cultures les plus importantes par leur ampleur chronologique et géographique et les cultures les plus remarquables par certains aspects.

### vers 6400av. J.-C.
- « Précéramique » (Grèce)
- Sesklo (Grèce)

### vers 6000av. J.-C.
- Culture de la céramique imprimée (centre de la Méditerranée)
- Culture de Starcevo-Criş (centre et Nord des Balkans)
- Karanovo I et II (Bulgarie)

### vers 5500av. J.-C.
- Cardial (nord-ouest de la Méditerranée)
- Culture de Guadone (Sud de l'Italie)
- Culture de Catignano (centre-Sud de l'Italie)
- Culture de Stentinello (Sicile, Calabre)
- Vinča (centre et Nord des Balkans)
- Karanovo III-IV (Bulgarie)

### vers 5000av. J.-C.
- Épicardial (Sud de la France, jusqu'aux régions atlantiques)
- Rubané (de l'Europe centrale au Bassin parisien)
- Culture de Passo di Corvo (Sud de l'Italie)
- Culture de Catignano (centre-Sud de l'Italie)
- culture des Grottes (Espagne)
- Vinča (centre et Nord des Balkans)
- Culture d'Ertebølle (Sud de la Scandinavie)
- Karanovo V (Bulgarie)

### vers 4500av. J.-C.
- Pré-Chasséen/Chasséen ancien (France, Nord-Est de l'Italie)
- Cerny (Nord de la France)
- Rössen et Épirössen (Nord de la France, Allemagne)
- Culture de Serra d'Alto (Sud de l'Italie, Sicile)
- Culture des Vases à Bouche carrée ou VBQ (Nord de l'Italie)
- culture des Grottes (Espagne)
- Michelsberg (Est de la France, Allemagne, Belgique, Pays-Bas)
- Karanovo VI (Bulgarie)

### vers 4000av. J.-C.
- Cortaillod (Suisse)
- Michelsberg (Est de la France, Ouest de l'Allemagne, Belgique)
- Chasséen (France)
- Culture de Diana (Sud de l'Italie, Sicile)
- Culture d'Ozieri (Sardaigne)
- Sepulcros de fosa (Catalogne)
- Culture de Cucuteni-Trypillia (Nord de la Roumanie, Ouest de l'Ukraine)
- Culture de Windmill-Hill (Angleterre)
- Culture des vases à entonnoir (Europe centrale et orientale)
- Karanovo VII (Bulgarie)

### vers 3500av. J.-C.
- Culture de Baalberge, région des fleuves Elbe/Saale (Allemagne)
- Seine-Oise-Marne (SOM) (Bassin parisien, Nord de la France)
- Horgen (Est de la France)
- Culture de Rinaldone (centre de l'Italie)
- cultures mégalithiques du Portugal et de l'Espagne
- Culture de Cucuteni-Trypillia (Nord de la Roumanie, Ouest de l'Ukraine)
- Baden (Europe centrale)
- Culture des vases à entonnoir (Europe centrale et orientale)
- Culture du lac de Mondsee (Nord des Alpes)

### vers 3000av. J.-C.
- Horgen (Nord des Alpes)
- Seine-Oise-Marne (SOM) (Bassin parisien, Nord de la France)
- Couronnien (Sud de la France)
- Culture de Rinaldone (centre de l'Italie)
- Culture de Remedello (Nord de l'Italie)
- Culture de Gaudo (Sud de l'Italie)
- Culture de Laterza (Sud de l'Italie)
- Vérazien (Sud de la France, Nord de la Catalogne)
- Los Millares (Sud de l'Espagne)
- Culture de la céramique cordée (toute l'Europe orientale et centrale, jusqu'à l'Est de la France)
- Baden (Europe centrale)
- Culture des vases à entonnoir (Europe centrale et orientale)

### vers 2500av. J.-C.
- Culture de Rinaldone (centre de l'Italie)
- Culture de Remedello (Nord de l'Italie)
- Culture de Gaudo (Sud de l'Italie)
- Culture de Laterza (Sud de l'Italie)
- Vérazien (Sud de la France, Nord de la Catalogne)
- Artenac (centre-Ouest de la France)
- Los Millares (sud de l'Espagne)
- Culture de la céramique cordée (toute l'Europe orientale et centrale, jusqu'à l'Est de la France)
- Tarxien (Malte)
- Culture campaniforme (Ouest de l'Europe)